# Allocareproctus ungak
Allocareproctus ungak är en fiskart som beskrevs av Orr och Robert C.Busby 2006. Allocareproctus ungak ingår i släktet Allocareproctus och familjen Liparidae. Inga underarter finns listade i Catalogue of Life.